# Bulu Nokilelaki
Bulu Nokilelaki är ett berg i Indonesien.   Det ligger i provinsen Sulawesi Tengah, i den centrala delen av landet, 1 600 km öster om huvudstaden Jakarta. Toppen på Bulu Nokilelaki är 2 357 meter över havet.
Terrängen runt Bulu Nokilelaki är kuperad åt sydost, men åt nordväst är den bergig. Trakten runt Bulu Nokilelaki är nära nog obefolkad, med mindre än två invånare per kvadratkilometer. I omgivningarna runt Bulu Nokilelaki växer i huvudsak städsegrön lövskog.